# 宙組 (宝塚歌劇)
宙組（そらぐみ、英称：Cosmos troupe）は、宝塚歌劇団第5番目の組。イメージカラーは紫。組長は松風輝、副組長は秋奈るい。

## 組の特色
1998年1月1日に創設。組名称は公募により決定。老朽化による東京宝塚劇場の建て替えを機に、新劇場では宝塚歌劇の専用劇場として、通年公演を実施することになった。そのため、これに対応するための組の増設が必要になり、既存4組からメンバーを選抜し、同時に団員の大規模な組替えを行って設立された。設立以来長身の男役が多く、コーラス・アンサンブルに対する評価が高い。
2012年1月、『クラシコ・イタリアーノ －最高の男の仕立て方－』の成果として、宙組が平成23年度（第66回）文化庁芸術祭・演劇部門優秀賞を受賞。

## 組の体制
- トップスター：桜木みなと（2025年4月28日 - ）
- トップ娘役：春乃さくら（2023年6月12日 - ）

## 在籍中の宙組生徒一覧

### 男役
- 松風輝
- 水美舞斗
- 桜木みなと
- 秋奈るい
- 叶ゆうり
- 若翔りつ
- 鷹翔千空
- 真名瀬みら
- 雪輝れんや
- 風色日向
- 凰海るの
- 輝ゆう
- 亜音有星
- 嵐之真
- 真白悠希
- 梓唯央
- 大路りせ
- 泉堂成
- 聖叶亜
- 鳳城のあん
- 郁いりや
- 波輝瑛斗
- 風翔夕
- 奈央麗斗
- 朱涼
- 織史青
- 華楽逸聖
- 志凪咲杜
- 海玖里粋
- 朝比奈天
- 響望歌
- 輝星成
- 空輝紫夕
- 飛月夏純
- 一斗勇輝
- 悠久颯
- 柚月翔
- 志槻りゅう
- 純れい

### 娘役
- 愛すみれ
- 花菱りず
- 小春乃さよ
- 天彩峰里
- 湖々さくら
- 春乃さくら
- 夢風咲也花
- 二葉ゆゆ
- きよら羽龍
- 楓姫るる
- 山吹ひばり
- 美星帆那
- 風羽咲季
- 花咲美玖
- 結沙かのん
- 澄乃紬
- 華乃みゆ
- 愛城美紗
- 梨恋あやめ
- 花恋こまち
- 輝珠ななせ
- 楓莉かの
- 朝絵咲名
- 宇河キラ
- ゆり遥
- 祈宮えれな
- 華愛りりい
- 麗月るな

## 不祥事
2023年9月30日、入団7年目の宙組娘役が、宝塚市内の自宅マンション敷地内で倒れているのを発見される。現場の状況から飛び降り自殺を図ったとみられる。これを受け、前日に初日を迎えたばかりの芹香斗亜・春乃さくらトップコンビ大劇場お披露目となる「PAGAD／Sky Fantasy!」は、翌日以降の公演が全日程休止となる。
自死した生徒の遺族側は、新人公演のまとめ役だった当該生徒に対して、劇団が過剰業務を課し、宙組上級生が執拗に叱責したことがパワーハラスメントに該当すると主張し、劇団側に意見書を提出。謝罪を求めた。劇団側は同年11月に調査報告書を公表し、過重労働など劇団側の過失は認めたが、劇団員によるいじめやパワハラは「確認できなかった」とした。また会見で村上浩爾専務理事が「（いじめがあったと言うなら）証拠を見せていただきたい」と発言し、物議を醸した。
2024年3月28日、遺族と宝塚歌劇団、親会社の阪急阪神ホールディングス、阪急電鉄との間で合意書が締結されたことを発表。遺族側が訴えた15項目のパワハラの内、14項目について認め、阪急阪神HDの角和夫会長が遺族に直接謝罪したことを説明。パワハラには宙組上級生7名、劇団プロデューサー2名、演出担当者1名の少なくとも10名が関わっており、このうち6名が遺族に謝罪文を提出したとした。村上浩爾理事長は「劇団がしっかりとハラスメント教育をしなかったことが原因」とし、宙組上級生については処分しないことを明言した。同日をもって、死亡した生徒の公式プロフィールが劇団ホームページから削除された。
同年6月より9か月ぶりに宙組が特別公演「Le Grand Escalier」で再始動。ファンからは「一周忌が終わるまでは休止すべき」との疑問の声や、再開初日に追悼の意を表さなかったことへの批判の声があがった。

## 歴代トップスター
- 姿月あさと（1998年1月1日 - 2000年5月7日）
- 和央ようか（2000年5月8日 - 2006年7月2日）
- 貴城けい（2006年7月3日 - 2007年2月12日）
- 大和悠河（2007年2月13日 - 2009年7月5日）
- 大空祐飛（2009年7月6日 - 2012年7月1日）
- 凰稀かなめ（2012年7月2日 - 2015年2月15日）
- 朝夏まなと（2015年2月16日 - 2017年11月19日）
- 真風涼帆（2017年11月20日 - 2023年6月11日）
- 芹香斗亜（2023年6月12日 - 2025年4月27日）
- 桜木みなと（2025年4月28日 - ）

## 歴代トップ娘役
- 花總まり（1998年1月1日 - 2006年7月2日）
- 紫城るい（2006年7月3日 - 2007年2月12日）
- 陽月華（2007年2月13日 - 2009年7月5日）
- 野々すみ花（2009年7月6日 - 2012年7月1日）
- 実咲凜音（2012年7月2日 - 2017年4月30日）
  - 固定スター不在（2017年5月1日 - 11月19日)
- 星風まどか（2017年11月20日 - 2021年2月21日）[注釈 3]
- 潤花（2021年2月22日 - 2023年6月11日）
- 春乃さくら（2023年6月12日 - ）

## 歴代組長
- 大峯麻友（1998年1月1日 - 2002年3月24日）
- 出雲綾（2002年3月25日 - 2005年4月3日）[注釈 4]
- 美郷真也（2005年4月4日 - 2008年5月18日）
- 寿つかさ（2008年5月19日 - 2023年6月11日）
- 松風輝（2023年6月12日 - ）

## 歴代副組長
- 出雲綾（1998年1月1日 - 2002年6月23日）
- 貴柳みどり（2002年6月24日 - 2005年4月3日）
- 寿つかさ（2005年4月4日 - 2008年5月18日）
- 鈴奈沙也（2008年5月19日 - 2014年7月27日）
- 美風舞良（2014年7月28日 - 2021年5月10日）
- 松風輝（2021年5月11日 - 2023年6月11日）
- 秋奈るい（2023年6月12日 - ）

## 宙組出身のトップ

### 宙組出身のトップスター
- 早霧せいな（元雪組トップスター、2017年退団）

### 宙組在籍経験のあるトップスター
- 湖月わたる（元星組トップスター、2006年退団）※星組出身
- 朝海ひかる（元雪組トップスター、2006年退団）※花組出身
- 水夏希（元雪組トップスター、2010年退団）※月組出身
- 蘭寿とむ（元花組トップスター、2014年退団）※花組出身
- 北翔海莉（元星組トップスター、2016年退団）※月組出身

### 宙組出身のトップ娘役
- 遠野あすか（元星組トップ娘役、2009年退団）
- 花乃まりあ（元花組トップ娘役、2017年退団）
- 夢白あや（現雪組トップ娘役）

### 宙組在籍経験のあるトップ娘役
- ふづき美世（元花組トップ娘役、2005年退団）※花組出身
- 彩乃かなみ（元月組トップ娘役、2008年退団）※花組出身

## 宙組出身のスター

### 宙組出身の男役
- 七帆ひかる（2009年退団）
- 和涼華（元星組男役、2009年退団）
- 春風弥里（元花組男役、2013年退団）
- 悠未ひろ（2013年退団）
- 蓮水ゆうや（2014年退団）
- 十輝いりす（元星組男役、2016年退団）
- 鳳翔大（元雪組男役、2017年退団）
- 七海ひろき（元星組男役、2019年退団）
- 澄輝さやと（2019年退団）
- 蒼羽りく（2019年退団）
- 愛月ひかる（元星組男役、2021年退団）
- 留依蒔世（2022年退団）
- 和希そら（元雪組男役、2024年退団）
- 凪七瑠海（元専科男役、2025年退団）

### 宙組在籍経験のある男役
- 久遠麻耶（2002年退団）※星組出身
- 椿火呂花（2003年退団）※星組出身
- 夢輝のあ（元星組男役、2003年退団）※雪組出身
- 樹里咲穂（元専科男役、2005年退団）※月組出身
- 月船さらら（元月組男役、2005年退団）※月組出身
- 遼河はるひ（元月組男役、2009年退団）※月組出身
- 紫藤りゅう（2023年退団）※星組出身

### 宙組出身の娘役
- 咲花杏（2007年退団）
- 音乃いづみ（2008年退団）
- 和音美桜（2008年退団）
- 美羽あさひ（2009年退団）
- 花影アリス（2010年退団）
- 天咲千華（元花組娘役、2011年退団）
- 藤咲えり（2012年退団）
- 愛花ちさき（2014年退団）
- すみれ乃麗（2014年退団）
- 瀬音リサ（2017年退団）
- 伶美うらら（2017年退団）
- 遥羽らら（2021年退団）
- 花宮沙羅（2023年退団）

### 宙組在籍経験のある娘役
- 陵あきの（2001年退団）※星組出身
- 南城ひかり（2001年退団）※月組出身
- 久路あかり（2002年退団）※星組出身
- 純矢ちとせ（2019年退団）※雪組出身